# Tyúk vagy a tojás probléma
A Tyúk vagy a tojás probléma, paradoxon magyarul leginkább a Melyik volt előbb? A tyúk vagy a tojás? kérdés formájában jelenik meg.
De emlegetése ma már leggyakrabban nem is az ősi kérdés megválaszolására irányul, hanem csupán annak nyelvi kifejezésére szolgál, hogy egy konkrét esetben megválaszolhatatlan, melyik esemény volt előbb, illetve mely esemény az ok és melyik az okozat. („Ez egy tyúk-tojás probléma!”)
Az eredeti, közismert, félig-meddig tréfás ősi találós kérdés egy oksági (kauzalitási) paradoxonon keresztül arra is rávilágít, hogy a téves premisszákból kiinduló téves következtetések oka lehet a természetes nyelvek látens fogalmi pontatlansága, ezek egyének számára néha nehezen felismerhető, kiküszöbölhető beidegződése is.
Elsőre profán módon Zénón apóriáinak (pl. az Achilleusz és a teknősbéka) hangulatát felidéző becsapós kérdésnek tűnik. (Már az ókorban is kedveltek voltak a híres emberekhez, gondolkodókhoz kötött tréfás, néha kifejezetten vulgáris kiszólások.) Ebben az értelemben olyan tréfás, beugratós, becsapós kérdésekkel áll rokonságban, mint pl. az „Ebben az évben milyen napra esik a húsvét hétfő?”
Tehát valójában nem szűken vett oksági paradoxonról van szó. Az elsőre némileg együgyűnek tűnő kérdést ennek a két (az oksági és fogalmi pontossági) problémának a keveredése teszi igazán érdekessé és talán mulatságossá is. (Azt, hogy az életciklus fennmaradásához folyamatosan szükség van hímnemű példányokra is, hagyományosan figyelmen kívül szokás hagyni.)
A kauzalitási problémát sejteti a tojás szerepeltetése is, ami több ókori nép teremtésmítoszában is első létezőként, ősokként jelenik meg. Így valójában nem is annyira profán a kérdés mint elsőre sejtenénk. Plutarkhosz vetette fel először, hogy a kérdés túlmutathat önmagán, és megoldása választ adhat a világ létezésének okára is.
Tojás és tyúk több más érdekes mondásban, szólásban is szerepel (Ab ovo, Kolumbusz tojása, húsvéti tojás, ...). További humor forrása, hogy a tyúkot a közvélekedés nem tartja különösebben eszes jószágnak, ezért mulatságos egy valójában nehéz ismeretelméleti, logikai kérdésben a szerepeltetése. Valamint hogy a válaszhoz nyilvánvalóan szükségesnek látszik a kérdésbe foglalt fogalmak pontosítása, de ez az előzetes várakozásokkal ellentétben újabb és újabb meghökkentő pontatlanságok felfedésén keresztül vezet.
Vagyis olyasféle ez a kérdés, mint amikkel Szókratész bosszantotta a kortársait - és az utókort. Miközben a megkérdezett egyrészt gyanakodhat arra is, hogy a tyúk szerepeltetése a kérdésben nem valamiféle rejtett rosszindulatú célzás-e a személyére vonatkozóan. Továbbá hogy az ilyen szókratészi kérdések tárgyalása végén gyakran derülhet ki az, hogy a válaszadó valójában a kérdés lényegét se értette elsőre, miközben kiforrott kész válasza volt rá.

## Története
A kérdés első ismert formája azonban nem Szókratésztől, hanem Platón révén kései tanítványának tekinthető Arisztotelésztől származik körülbelül i. e. 332-ből.
Konkrét formájában Plutarkhosznál jelenik meg az I. században Asztali beszélgetések (Συμποσιακά - Szimpóziumok) című esszéjében. Szerinte „nagy és súlyos probléma (akárcsak a világ kezdetéé)”.
Egyik megközelítése szerint a természet az egyszerűbb felől halad a bonyolultabb felé. Mivel a tojás egyszerűbb, mint a tyúk, ezért a tojásnak kellett előbb megjelennie. Ezzel helyezi szembe azt az érvelést, miszerint bonyolult szervezetekben jelenik meg a tojás. Amit azzal vél  – ma már nehezen érthető, a korabeli elképzeléseket tükröző érvvel – alátámasztani, hogy a rovarok petéket („tojásokat”) raknak az elhullott állatokba.
Az i. sz. V. században Macrobius szerint bár a kérdés triviálisnak tűnik, „fontosnak kell tekinteni”.
Az európai keresztény gondolkodás számára a probléma voltaképpen nem is létezett, hiszen az Ótestamentum szerint Isten eredetileg kifejlett élőlényeket teremtett. És csak a felvilágosodás korában kezdték megkérdőjelezni ezt az állítást.
„Azután ezt mondta Isten: Pezsdüljenek a vizek élőlények nyüzsgésétől, és repdessenek madarak a föld felett, az égbolt alatt!
És megteremtette Isten a nagy víziállatokat, a vizekben nyüzsgő különféle úszó élőlényeket és a különféle madarakat. És látta Isten, hogy ez jó.
Azután megáldotta őket Isten: Szaporodjatok, sokasodjatok, és töltsétek be a tenger vizét; a madarak is sokasodjanak a földön!
Így lett este, és lett reggel: ötödik nap.
Azután ezt mondta Isten: Hozzon elő a föld különféle élőlényeket: különféle jószágokat, csúszómászókat és vadállatokat! És úgy történt.
Megalkotta Isten a különféle vadállatokat, a különféle jószágokat és a különféle csúszómászókat. És látta Isten, hogy ez jó.” Mózes első könyve (Teremtés könyve) (1: 20-25)
Johann Wolfgang von Goethe szerint:
„A tyúk volt az első? Vagy a tojás előbb volt a tyúknál? Aki megfejti ezt a rejtvényt, az megoldja az Istenről szóló vitát.”

## A lehetséges válaszok a fogalmak pontosításával
- 1. A tyúk megjelenése előtt már évmilliókkal korábban léteztek tojással szaporodó élőlények. Tehát eszerint a tojás évmilliókkal megelőzte a csak néhány évezrede létező tyúkot.
- 2. Azonban a kérdés joggal feltételezhető módon az ógörögöknél (Plutarkhosztól eltekintve) nem a tojás általános fogalmára vonatkozott, hanem pontosabban megfogalmazva inkább úgy szól, hogy Mi volt előbb? A tyúk vagy a tyúktojás? (Egészen pontosan: Mi volt előbb? A házi tyúk vagy a házityúk-tojás?)

Ekkor a problémát az okozza, hogy a házi tyúk (Gallus gallus domesticus) nem egy generáció alatt alakult ki, hanem generációk százainak mutációin és szelekcióin keresztül tenyésztették ki. Vagyis nem volt egy olyan generációja, ami előtt még nem beszélhetünk házi tyúkról, azután viszont már igen.
Elvileg az ókori görögök is eljuthattak volna a paradoxonnak ehhez a feloldásához, hiszen Anaximandrosz már az i. e. VI. században eljutott arra a felismerésre, hogy az élőlények is fejlődés eredményei, azonban ezzel az elképzelésével meglehetősen egyedül maradt.
További lehetséges fogalmi pontossági problémák:
- (3.) Azonban tételezzük fel, hogy egyetlen mutáció[14] okozta azt a változást, ami miatt a házi tyúk létrejött. Ezt a mutációt akár önkényesen is kijelölhetjük,[15] és mondhatjuk, hogy az ezt a mutációt összes sejtjében hordozó élőlény már nem „őstyúk” (bankivatyúk azaz Gallus gallus) hanem házi tyúk (Gallus gallus domesticus).

Akkor ennek a mutációnak a genetika szerint egy őstyúkban kellett létrejönnie, majd onnan került át a tojásába, amiből már egy házi tyúk kelt ki.
De a fogalmi pontatlanság problémája itt is megjelenne. Ugyanis nem rögzítettük, hogy pontosan mit nevezzük házityúk-tojásnak. Azt, amiből házi tyúk kel ki, vagy azt, amit házi tyúk tojt.
Nem rögzítettük, hiszen a természetes nyelvekben és a köznapi életben nincs is rá szükség, hiszen a hétköznapokban ez ma már ugyanazt jelenti.
- (4.) Viszont a hétköznapokban a kérdés legnagyobb gyakorisággal nem arra vonatkozik, hogy az adott tojásból mi kelhet ki, hanem arra, hogy milyen fajta a szóban forgó tojás, azaz mi tojta (tipikusan fogyasztási célú vásárlásoknál). De itt ez sem segít. Hiszen itt azt kellene nyelvileg pontosan kifejezni, hogy egy őstyúk tojt genetikailag házityúk-tojást. (Házityúk-tojásnak nevezhető-e az a tojás, amit őstyúk tojt, de házi tyúk kel ki belőle?)

## A szűken vett kauzalitási probléma
Az emberi logikában valójában nincs ok és okozat, hanem csupán ok-okozati összefüggés.
Két, ok-okozati összefüggésben álló esemény közül azt tekintjük oknak, ami időben megelőzi a másikat, az okozatot. Ha ez az időbeli elkülönítés valamiért nem lehetséges, akkor nem mondható meg, melyik jelenség az ok és melyik az okozat.
Konkrét kérdésben itt a ciklikus folyamat miatt eldönthetetlen, mi az ok és az mi okozat. Az ókoriak ugyanis azt vélelmezték, hogy mind a tyúk, mind a tojás lényegében kezdettől változatlan formában létezők, így valamikor kellett lennie vagy egy első tyúktojásnak, amiből kikelt az első tyúk, vagy eleve kellett lennie egy első tyúknak.
„Ha lett volna egy első ember, akkor annak apa és anya nélkül kellett volna megszületnie — ami összeegyeztethetetlen a természettel. Ugyanezért nem lehetett egy első tojás, amelyből a madarak származtak volna, vagy egy első madár, amelyből az első tojás származott; mert a madár tojásból lesz.” (Arisztotelész)
A ciklikusságon kívül az idővel kapcsolatos kauzalitási probléma oka a modern fizikában illetve 
kozmológiában a relativitás. A szélsőséges idővel kapcsolatos relativisztikus jelenségek
miatt megválaszolhatatlan a világegyetem keletkezésének oka is. Illetve hogy mi volt az ősrobbanás előtt.
Ezáltal kapcsolódik össze az ókori, tojáshoz kapcsolódó probléma, a tojás mint ősok és a modern kozmológia ami miatt a frappáns kérdés évezredeken keresztül máig élő maradt.

## Kitérő jellegű, illetve tréfás válaszok
- Tréfás kibúvó válasz, inkább már vicc „A kérdésben a tyúk volt először!”
  - Időhurok (Predestination, 2014) ausztrál sci-fiben:

Doe: – Melyik volt előbb? A tyúk vagy a tojás?
John: – A kakas!
- Hárs László: A tyúk és a tojás. De a tyúkot, kotkodács, megsütötték, így szokás, s rántotta lett a tojás; megszakadt a szónoklás. Így mai napig is vitás: tyúk volt előbb, vagy tojás?
- De az első válasz (1.), miszerint a tyúk megjelenése előtt már évmilliókkal korábban léteztek tojással szaporodó élőlények is inkább kitérő jellegű: a tojás fogalmának általánosítása a tyúk fogalmának konkrétan hagyása mellett inkább kibúvónak tűnik. Hiszen nyomban adódik a kérdés, hogy akkor mi volt előbb, egy adott élőlény (pl. egy adott dinoszaurusz faj) vagy annak a tojása. Illetve az eredeti kérdés pontosítása házi tyúkra és házityúktojásra.

Mentség erre hogy jobb híján az ókoriak is próbálkoztak ezzel.
- Szintén inkább kibúvó a keleti (főleg indiai) filozófiákból kölcsönzött ciklikus világkorok segítségül hívása. Ugyanis a kérdés konkretizálható a jelenlegi világkorra. Tehát ebben a világkorban mi volt korábban?

## Tyúk-tojás problémák a modern tudományokban
Kauzalitás alapján:
- Mivel, milyen értékkel kezdődik a szinusz függvény {\displaystyle -\infty }-nél?
- Mi indítja el az elektromágneses hullámot. (Az elektromos vagy a mágneses tér megváltozása?)
- Mi indította be az Ősrobbanást? (Ha az idő nem értelmezett.)

Fogalmi pontosság alapján:
- Egydimenziós vektor-e a skalár?
- Élőlény-e a vírus?
- Hal-e a delfin?
- Kutyaféle-e az erszényes farkas?

## Lásd még
- Epimenidész-paradoxon
- Ördögi kör (fogalom)